# Hipoglucèmia
La hipoglucèmia (o hipoglicèmia) és la glucèmia anormalment baixa, inferior a 50-60 mg per 100 ml. Es pot presentar en pacients amb diabetis mellitus en tractament amb insulina o amb antidiabètics orals. Quan la hipoglucèmia és intensa s'associa amb alteracions i, fins i tot, pèrdua del coneixement.
Moltes hormones estan relacionades amb el metabolisme de la glucosa, entre elles la insulina i el glucagó (ambdós secretats pel pàncrees), l'adrenalina (d'origen suprarenal), els glucocorticoides i les hormones esteroides (secretades per les gònades i les glàndules suprarenals).
El contrari de la hipoglucèmia és la hiperglucèmia, que és l'indicador més habitual de la diabetis mellitus.

## Factors que originen la hipoglucèmia
- Disminució de la neoglicogènesi.
- Disminució del contingut hepàtic de glucogen.
- Resistència hepàtica al glucogen.
- Aportació dietètica insuficient.
- Hiperinsulinèmia secundària a curtcircuit portosistèmic.

## Símptomes
Es produeixen sensacions molt variades com:
- Nerviosisme
- Suor
- Tremolors, sensacions vibrants a les mans i en tot el cos
- Polifàgia (gana excessiva)
- Confusió, desorientació, pèrdua de memòria
- Mal de cap
- Diaforesi (sudoració freda)
- Visió borrosa
- Cansament injustificat.

## Tractament i prevenció
Per restablir aquest equilibri entre la insulina exògena (normalment injectada) i la glucosa que circula en sang es fa necessària la ingesta immediata d'hidrats de carboni d'absorció ràpida com el sucre o els sucs de fruita. La millora és gairebé immediata.
Per al xoc insulínic, el tractament d'elecció seria l'administració immediata de glucosa o glucagó.
Per evitar recaigudes es recomana que es canviïn els hàbits alimentaris del pacient perquè hi hagi glucosa disponible en sang al llarg de tot el dia. Estan aconsellades àpats reduïts i amb major freqüència, que incloguin hidrats de carboni de digestió i absorció lenta. Sempre que sigui possible caldria evitar el consum d'alcohol i els sucres de ràpida absorció.